# كأس إسكتلندا 1996–97
كأس اسكتلندا 1996–97 (بالإنجليزية: 1996–97 Scottish Cup)‏ هو موسم من كأس اسكتلندا. فاز فيه نادي كيلمارنوك.